# Bergson Gurjão Farias
Bergson Gurjão Farias (Fortaleza, 17 de maio de 1947 - Araguaia, ? de maio de 1972), filho de Gessiner Farias e Luiza Gurjão Farias, foi um ativista e guerrilheiro brasileiro, integrante do Partido Comunista do Brasil (PCdoB) e do destacamento C da Guerrilha do Araguaia. Ele teria desaparecido em 8 de maio de 1972 e foi morto durante a Ditadura Militar Brasileira.
Bergson foi líder estudantil enquanto estudava química na Universidade Federal do Ceará (UFC), ocupando a vice-presidência do Diretório Central do Estudantes (DCE) da universidade. A sua primeira prisão aconteceu no decorrer do XXX Congresso da União Nacional dos Estudantes (UNE) em outubro de 1968, em Ibiúna (SP), sendo expulso da faculdade com base no decreto-lei 477.

## Biografia
Bergson Gurjão Farias nasceu em 17 de maio de 1947 em Fortaleza, no Ceará, filho de Gessiner Farias e Luiza Gurjão Farias.
O ex-estudante de química da Universidade Federal do Ceará (UFC) ocupava a vice-presidência do DCE da universidade quando foi preso pela primeira vez, em outubro de 1968. Enquanto cursava a faculdade, atuou no Movimento Estudantil. À época, Bergson Gurjão Farias foi expulso da faculdade com base no Decreto-Lei 477, que previa a punição de professores, alunos e funcionários de universidades considerados culpados de subversão ao regime. Ele ficou proibido de cursar qualquer universidade por três anos.
Indiciado em inquérito por ter participado do Congresso da União Nacional dos Estudantes, foi condenado a dois anos de reclusão em 1º de julho de 1969. Bergson, então, caiu na clandestinidade após ser gravemente ferido por uma bala na cabeça durante manifestações estudantis no Ceará. Ele teria sido enviado pelo Partido Comunista do Brasil (PCdoB) para engrossar o contingente de militantes na área rural do Araguaia. No local, pretendia-se criar uma guerrilha de resistência no campo para facilitar a implantação do comunismo no Brasil.

## Morte e Desaparecimento
Usando o codinome 'Jorge' e com grande espírito de liderança, ele exerceu funções de comando no Destacamento C da guerrilha, na área de Caianos. Em maio de 1972, ainda durante as primeiras ações da ofensiva militar na região, Bergson veio a ser o primeiro morto entre os guerrilheiros da Araguaia. Metralhado num tiroteio acontecido durante emboscada, em que foi emboscado por militares infiltrados entre os camponeses de quem ia comprar rolo de fumo e suprimentos, foi levado ferido para a base militar montada em Xambioá e morto a golpes de baioneta. Seu corpo, pendurado numa árvore e todo deformado, foi chutado e cuspido pelos soldados mobilizados na caça aos guerrilheiros.
Como a Guerrilha do Araguaia era um segredo do governo militar, que negou por vários anos sua simples existência — e sempre recusou-se a dar qualquer declaração sobre os guerrilheiros mortos no conflito —, Bergson passou mais cerca de trinta anos dado como desaparecido político.
Inicialmente, o desaparecimento de Bergson foi denunciado em juízo pelos presos políticos José Genoíno Neto e Dower Moraes Cavalcante. Genoíno afirmou que lhe mostraram o corpo já sem vida de Bergson, com inúmeras perfurações, durante um interrogatório. Dower informou ter sido preso e torturado junto com Bergson e confirmou a versão de Gonoíno para a sua morte. Segundo depoimento de Dower, o general Bandeira de Mello disse-lhe que Bergson estaria enterrado no Cemitério de Xambioá. 
Relatório do Ministério da Marinha, encaminhado ao ministro da Justiça Maurício Corrêa, em 1993, relata que Bergson “foi morto e tido como desaparecido, juntamente com outros presos políticos”. Relatório do Ministério do Exército, entregue também à Justiça, refere-se a uma publicação do jornal Última Hora de Brasília, de 11 de outubro de 1985, que mostra depoimentos de integrantes da guerrilha afirmando terem reconhecido Bergson morto.
O comandante da guerrilha Ângelo Arroyo, assassinado na Chacina da Lapa em 1976, relatou os acontecimentos sobre a referida chacina na qual Bergson teria sido morto pelos militares da ditadura militar. No documento, há a citação sobre o guerrilheiro:
Paulo [Paulo Mendes Rodrigues, comandante do destacamento] procurou um morador de nome Cearense, seu conhecido, e que já havia prestado alguma ajuda, encomendando-lhe um rolo de fumo, que seria apanhado dentro de uns três dias. Cearense sempre foi muito ajudado por Paulo. No entanto, diante da recompensa oferecida pelo Exército por cada guerrilheiro que entregasse, Cearense foi a São Geraldo e avisou o Exército do ponto marcado por Paulo. No dia de apanhar o fumo, dirigiu-se ao local um grupo constituído por cinco elementos: Paulo, Jorge [Bergson Gurjão Farias], Áurea [Áurea Elisa Pereira Valadão], Ari [Arildo Valadão] e Josias [Tobias Pereira Júnior]. Ao se aproximarem do local, foram metralhados, tendo morrido Jorge.
Finalmente, em julho de 2009, ossadas encontradas nos anos 90 no cemitério de Xambioá foram identificadas como sendo de Bergson. Junto com Maria Lúcia Petit, ele tornou-se o único guerrilheiro morto no Araguaia identificado através de exames de DNA.

## Homenagem
Em sua homenagem, foi dado seu nome a ruas nas cidades de São Paulo e Campinas (SP) e na cidade do Rio de Janeiro (RJ). Bergson Gurgão Farias também dá nome a uma Escola Municipal no bairro de Dom Lustosa em Fortaleza (CE). O guerrilheiro também foi homenageado com uma placa que está na Concha Acústica da Universidade Federal do Ceará (UFC), onde Bergson estudava química e foi líder estudantil.